# Bolgár női vízilabda-válogatott
A bolgár női vízilabda-válogatott Bulgária nemzeti csapata, melyet a Bolgár Úszó-szövetség (bolgárul: Българската федерация по плуване, latin átírásban: Bulgarszkaja Federacija Po Pluvane) irányít.
Bulgária a női vízilabdamezőnyben nem tartozik az eredményesebb nemzetek közé, történelme során elsőként 2023 nyarán jutott ki komolyabb nemzetközi tornára, mégpedig a 2024-es eindhoveni Európa-bajnokságra.

## Eredmények

### Európa-bajnokság
- 2024 – 16. hely